# Jessica (musikalbum)
Jessica är Jessica Folckers första album som hon släppte den 1 september 1998. Från det här albumet blev "Tell Me What You Like", "How Will I Know(Who You Are)" och "Goodbye" hitlåtar.

## Låtlista
1. "Tell Me What You Like" - 3:35
2. "I Do" - 4:15
3. "How Will I Know (Who You Are)" - 3:37
4. "Goodbye" - 4:07
5. "Falling In Love" - 3:52
6. "If I Ever See Heaven Again" - 4:23
7. "Anywhere Is Paradise" - 5:18
8. "Tell Me Why" - 4:21
9. "Turned And Walked Away" - 3:55
10. "A Little Bit Longer" - 4:06
11. "Private Eye" - 4:38
12. "Ain't Nothing Going On But The Rent" - 3:46
13. "Just Wanna Be With You" - 3:52